# Wolfgang Mzyk
Wolfgang Mzyk (* 29. September 1923 in Königshütte (Oberschlesien); † 8. Februar 2015 in Deggendorf) war ein deutscher Zahnarzt, Verbandsfunktionär und Mitglied des Bayerischen Senats.

## Leben
Mzyk beantragte am 24. April 1941 die Aufnahme in die NSDAP und wurde zum 1. September desselben Jahres aufgenommen (Mitgliedsnummer 8.560.712).
Nach seinem Schulabschluss wurde Mzyk in die Fallschirmtruppe der Wehrmacht eingezogen, Ende 1942 wurde er in Ägypten gefangen genommen, bis er 1946 nach München entlassen wurde. Dort studierte er Zahnmedizin an der Ludwig-Maximilians-Universität München, absolvierte 1948 das Staatsexamen und promovierte am 9. Oktober 1950. 1951 begann er mit dem Aufbau einer Zahnarztpraxis in Deggendorf. 1955 gründete er den Freien Verband Deutscher Zahnärzte. Er war dessen Bundesvorsitzender und setzte sich dafür ein, dass alle Zahnärzte das Recht auf Zulassung als Vertragszahnarzt erhalten und an der Versorgung der gesetzlich Krankenversicherten teilnehmen dürfen. Er war ferner Vorsitzender der Europäischen Union der Zahnärzte, Vorsitzender der Vertreterversammlung der Kassenzahnärztlichen Vereinigung Bayerns, von 1970 bis 1977 Präsident der Bayerischen Landeszahnärztekammer und Mitglied des Landesgesundheitsrats Bayern. Von 1974 bis 1977 gehörte er dem Bayerischen Senat für den Verband Freier Berufe in Bayern an.